# 李经纬
李经纬（1939年4月18日—2013年4月22日），男，广东佛山人，中国企业家，是中国内地运动饮料品牌健力宝的创始人，曾任广东健力宝集团有限公司董事长兼总经理。

## 生平
李经纬1939年生于广东佛山市三水縣( 
今改為三水區 ) 。
1984年任佛山三水酒厂厂长时，开发了中国内地首种运动饮料健力宝，在第23届洛杉矶奥运会上成为中国奥运代表团选用饮料，一炮打响，被誉为“中国魔水”。
2002年，63岁的李经纬因涉嫌转移国有资产6000万元被有关人士检举后，以"涉嫌贪污犯罪"被捕。
2009年9月3日，出庭受审。2011年11月9日，李经纬被广东省佛山市中级人民法院一审以贪污罪判处15年徒刑，并处没收个人财产人民币15万元。
此前曾任第九届全国人民代表大会代表，却最终晚景凄凉。他被判刑後以病重為理由，並沒有在監獄服刑，而是住在醫院內，直到逝世為止。2013年4月22日在三水病逝。